# Castor et Pollux
Castor et Pollux (Castor och Pollux) är en fransk opera (tragédie lyrique) i (en prolog och) fem akter med musik av Jean-Philippe Rameau och libretto av Pierre-Joseph Bernard.

## Historia
Med Castor et Pollux skapade Rameau och hans librettist en opera som rättade sig efter den stigande efterfrågan på mytologiska operor. Många operor hade förädlat kärleken mellan man och kvinna men Castor et Pollux upphöjde broderskärleken till en position av lika högtstående ära. Många var till en början avvisande till framställningen av det passionerade kamratskapet mellan två män, oavsett deras broderskap, men operan blev Rameaus mästerverk och uppfördes över 250 gånger de första 50 åren. Premiären var den 24 oktober 1737 på Théâtre du Palais-Royal i Paris.
1754 omarbetade Rameau operan grundligt: den politiskt irrelevanta prologen togs bort, en ny första akt infogades, originalakterna III och IV slogs ihop till en, och librettot skars ned med en fjärdedel genom att en mängd recitativ togs bort.

## Personer
- Castor (haute-contre)
- Pollux (bas)
- Télaïre (sopran)
- Phébé (sopran)
- L'Amour (Amor) (haute-contre)
- Jupiter (bas)
- Vénus (sopran)
- Mars (bas)
- Minerve (sopran)

## Handling
Prolog
I prologen ber Minerve och Amor att Vénus ska slå krigsguden Mars i bojor, och alla gläder sig åt freden. Prologen var avsedd att fira slutet på det Polska tronföljdskriget i vilket Frankrike hade varit indraget.
Akt I
Pollux ska gifta sig med Télaïre trots att hon är förälskad i hans tvillingbror Castor, som i sin tur älskar henne. Castor tar farväl av henne då han föredrar ensamhet framför hopplös kärlek. Pollux hör vad Castor och Télaïre pratar om och han berättar för dem att han tillåter deras förening då han inte kan åse olyckan hos de människor som han älskar mest. Trots att de är tvillingar är Castor dödlig medan Pollux är odödlig. Folket i Sparta besjunger det lyckliga paret och Pollux generositet. Men då attackerar tvillingarnas fiende kung Lynceus palatset i sin jakt på Télaïre. I striden dödas Castor och kören befaller Pollux att hämnas brodern.
Akt II
Pollux övertalas av Télaïre att be hennes fader Jupiter att föra Castor tillbaka till livet. Jupiter går motvilligt med på detta men ber Pollux att ta broderns plats. Han går med på detta.
Akt III
Uppmuntrad av Télaïre och med Mars hjälp lyckas Pollux besegra monstren som vaktar underjorden.
Akt IV
Castor vandrar på de Elyseiska fälten, ensam och olycklig. Han saknar Télaïre men glömmer allt då brodern anländer. Han vägrar att acceptera Pollux offer men går med på att återvända till jorden för en dag.
Akt V
Castor och Télaïre förenas men hon blir betryckt då han berättar att han måste lämna henne igen. Rörd av brödernas kärlek till varandra återuppväcker Jupiter Pollux till liv och ger dem odödlighet och en plats på himlavalvet.